# Saint-Martial-d'Artenset
Pour les articles homonymes, voir Saint-Martial.
Saint-Martial-d'Artenset est une commune française située dans le département de la Dordogne, en région Nouvelle-Aquitaine.

## Géographie

### Généralités
Dans l'ouest du département de la Dordogne, la commune de Saint-Martial-d'Artenset est implantée en rive gauche de l'Isle qui la sépare au nord de Saint-Laurent-des-Hommes et des villages de Vauclaire et Montignac (commune de Montpon-Ménestérol). Traversée par le 45e parallèle nord, la commune est de ce fait située à égale distance du pôle Nord et de l'équateur terrestre (environ 5 000 km). C'est une commune rurale qui fait partie de l'aire d'attraction de Montpon-Ménestérol, zonage d’étude défini par l'Insee, qui a remplacé en 2020 l'aire urbaine de Montpon-Ménestérol qui n'incluait pas la commune.
Quatre kilomètres à l'est de Montpon-Ménestérol, le bourg est traversé par la route départementale (RD) 6089 (l'ancienne route nationale 89).
La commune est également desservie par les routes départementales RD 3E4 et 13. Elle est traversée par l'autoroute A89 dont l'échangeur le plus proche, celui de Montpon-Ménestérol, est à six kilomètres et demi du bourg par la route. La ligne ferroviaire Bordeaux - Périgueux traverse également la commune, la gare la plus proche du bourg étant celle de Montpon-Ménestérol, à quatre kilomètres par la route.
Entre Saint-Laurent-des-Hommes et Montpon-Ménestérol, le sentier de grande randonnée GR 646 traverse le territoire communal du nord-est à l'ouest sur onze kilomètres.

### Communes limitrophes
Saint-Martial-d'Artenset est limitrophe de cinq autres communes.
|                    | Saint-Laurent-des-Hommes |                       |
| Montpon-Ménestérol | Saint-Martial-d'Artenset | Beaupouyet            |
|                    | Saint-Rémy               | Saint-Sauveur-Lalande |

### Géologie et relief

#### Géologie
Situé sur la plaque nord du Bassin aquitain et bordé à son extrémité nord-est par une frange du Massif central, le département de la Dordogne présente une grande diversité géologique. Les terrains sont disposés en profondeur en strates régulières, témoins d'une sédimentation sur cette ancienne plate-forme marine. Le département peut ainsi être découpé sur le plan géologique en quatre gradins différenciés selon leur âge géologique. Saint-Martial-d'Artenset est située dans le quatrième gradin à partir du nord-est, un plateau formé de dépôts siliceux-gréseux et de calcaires lacustres de l'ère tertiaire.
Les couches affleurantes sur le territoire communal sont constituées de formations superficielles du Quaternaire et de roches sédimentaires datant du Cénozoïque. La formation la plus ancienne, notée e5-6, est la formation de Guizengeard supérieur (Lutétien supérieur à Bartonien supérieur continental). La formation la plus récente, notée CFp, fait partie des formations superficielles de type colluvions indifférenciées de versant, de vallon et plateaux issues d'alluvions, molasses, altérites. Le descriptif de ces couches est détaillé dans  les feuilles « no 781 - Montpon-Ménestérol » et « no 805 - Sainte-Foy-la-Grande » de la carte géologique au 1/50 000 de la France métropolitaine, et leurs notices associées,.

Carte géologique de Saint-Martial-d'Artenset.

#### Relief et paysages
Le département de la Dordogne se présente comme un vaste plateau incliné du nord-est (491 m, à la forêt de Vieillecour dans le Nontronnais, à Saint-Pierre-de-Frugie) au sud-ouest (2 m à Lamothe-Montravel). L'altitude du territoire communal varie quant à elle entre 29 mètres et 107 mètres,.
Dans le cadre de la Convention européenne du paysage entrée en vigueur en France le 1er juillet 2006, renforcée par la loi du 8 août 2016 pour la reconquête de la biodiversité, de la nature et des paysages, un atlas des paysages de la Dordogne a été élaboré sous maîtrise d’ouvrage de l’État et publié en octobre 2020. Les paysages du département s'organisent en huit unités paysagères,. La commune est dans l'unité paysagère de la « Vallée de l'Isle », qui présente un profil contrasté : une vallée relativement encaissée, aux coteaux affirmés, dominant le fond de vallée de 60 à 80 m en amont de Mussidan, une vallée plus élargie en aval avec un fond de vallée plat, large de 1,5 à 2 km. À la fois agricole et urbanisée, elle est parcourue par de nombreuses voies de communication,.
La superficie cadastrale de la commune publiée par l'Insee, qui sert de référence dans toutes les statistiques, est de 32,14 km2,,. La superficie géographique, issue de la BD Topo, composante du Référentiel à grande échelle produit par l'IGN, est quant à elle de 32,34 km2.

### Hydrographie

#### Réseau hydrographique
La commune est située dans le bassin de la Dordogne au sein du Bassin Adour-Garonne. Elle est drainée par l'Isle, le Pazaillac, le ruisseau de Boutouyre et son affluent homonyme, le Bournazeau et par divers petits cours d'eau, qui constituent un réseau hydrographique de 58 km de longueur totale,.
L'Isle, d'une longueur totale de 255,29 km, prend sa source dans la Haute-Vienne dans la commune de Janailhac et se jette dans la Dordogne — dont elle est le principal affluent — en rive droite face à Arveyres, en limite de Fronsac et de Libourne,. Elle borde la commune au nord sur huit kilomètres face à Saint-Laurent-des-Hommes et Montpon-Ménestérol.
Affluent de rive gauche de l'Isle, le Pazaillac arrose l'est de la commune sur près de quatre kilomètres dont la moitié en limite de Beaupouyet et Saint-Laurent-des-Hommes.
Affluent de rive gauche du Pazaillac, le Bournazeau sert de limite naturelle au sud-est sur un kilomètre et demi, face à Saint-Sauveur-Lalande.
Autre affluent de rive gauche de l'Isle, le ruisseau de Boutouyre prend sa source dans le sud de la commune et l'arrose en direction du nord-ouest sur sept kilomètres et demi.

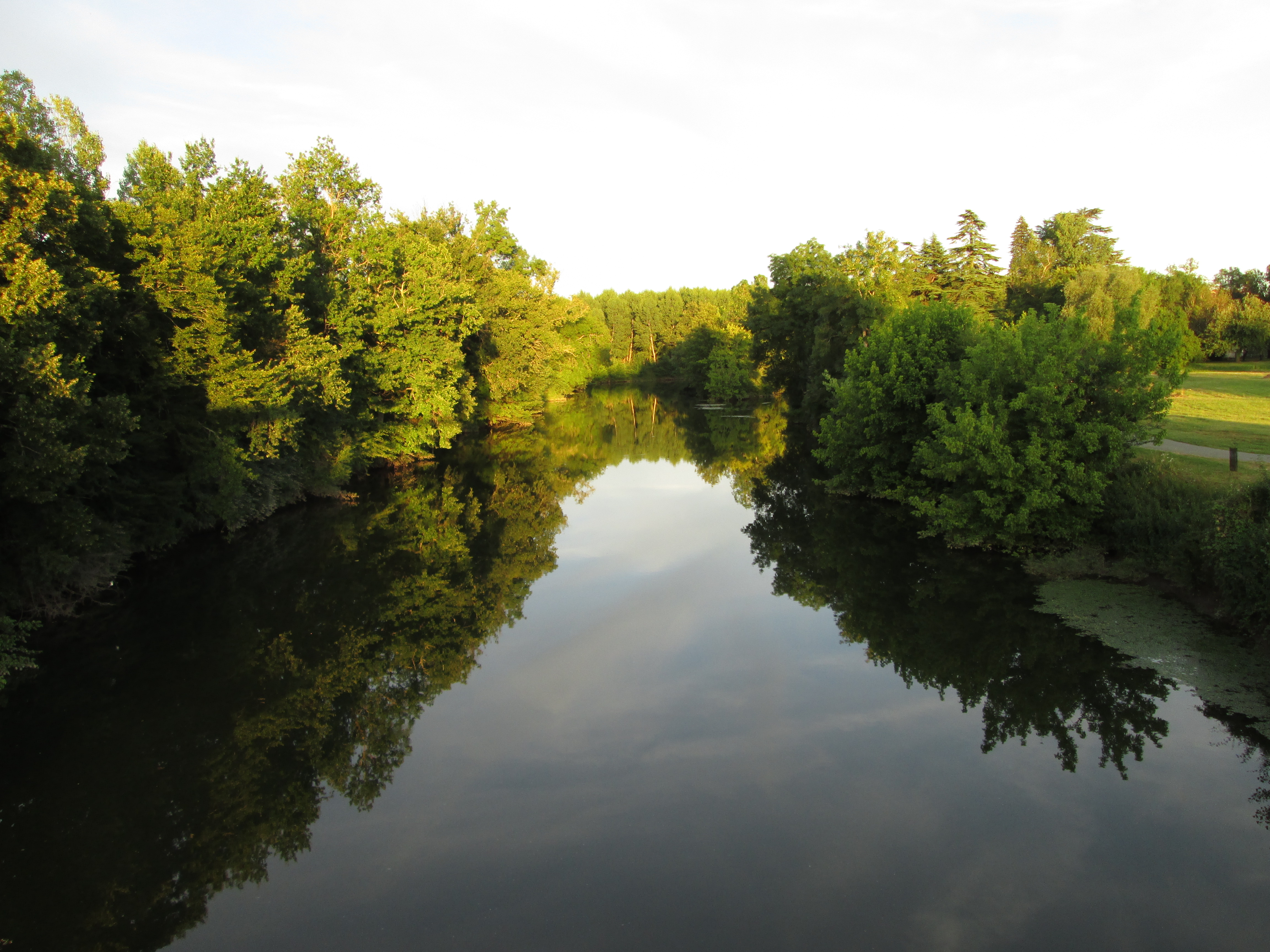
L'Isle vue depuis la passerelle no 3 en limite de Saint-Martial-d'Artenset et Saint-Laurent-des-Hommes.
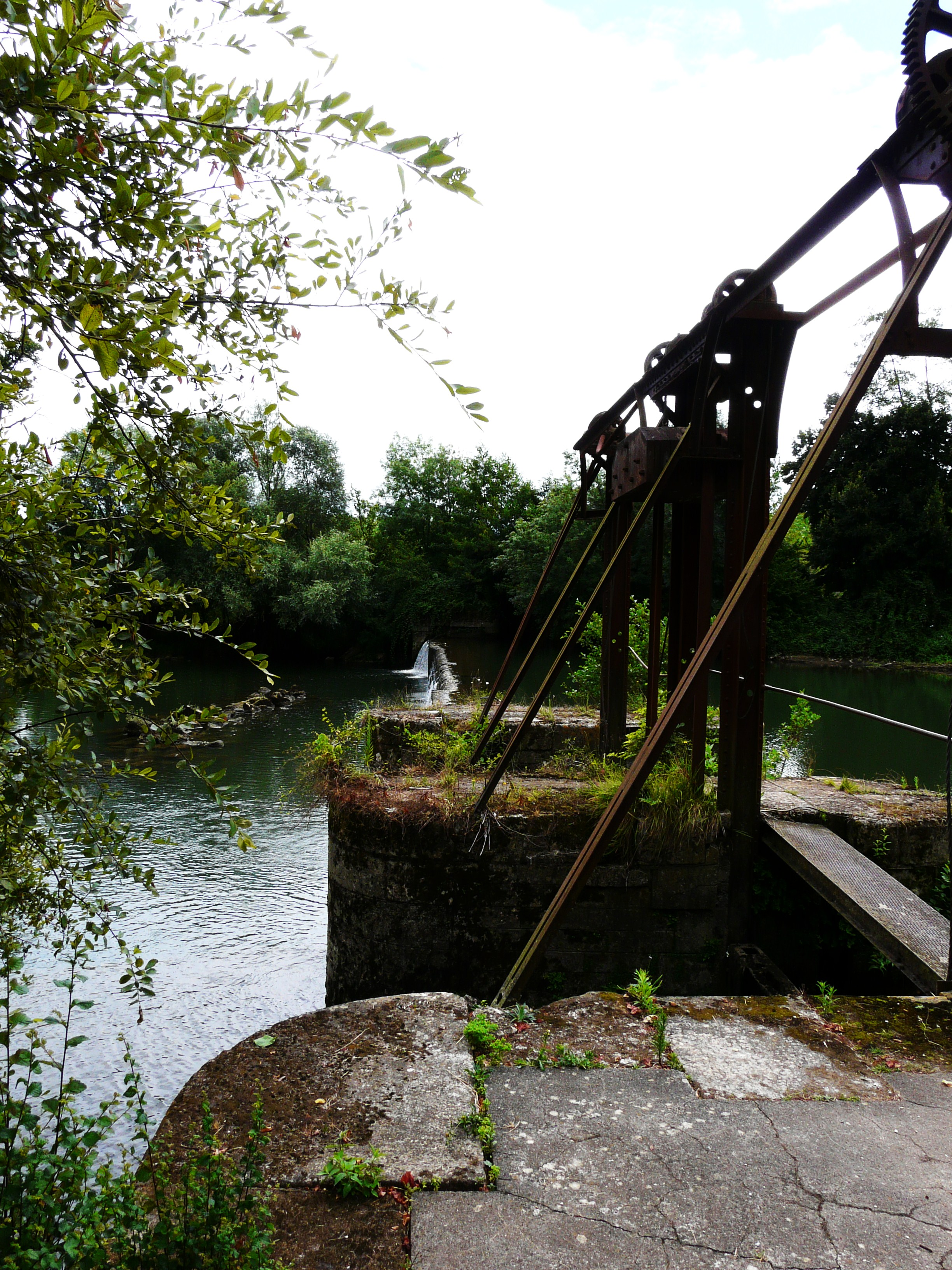
Le barrage du Duellas sur l'Isle.
Réseaux hydrographique et routier de Saint-Martial-d'Artenset.
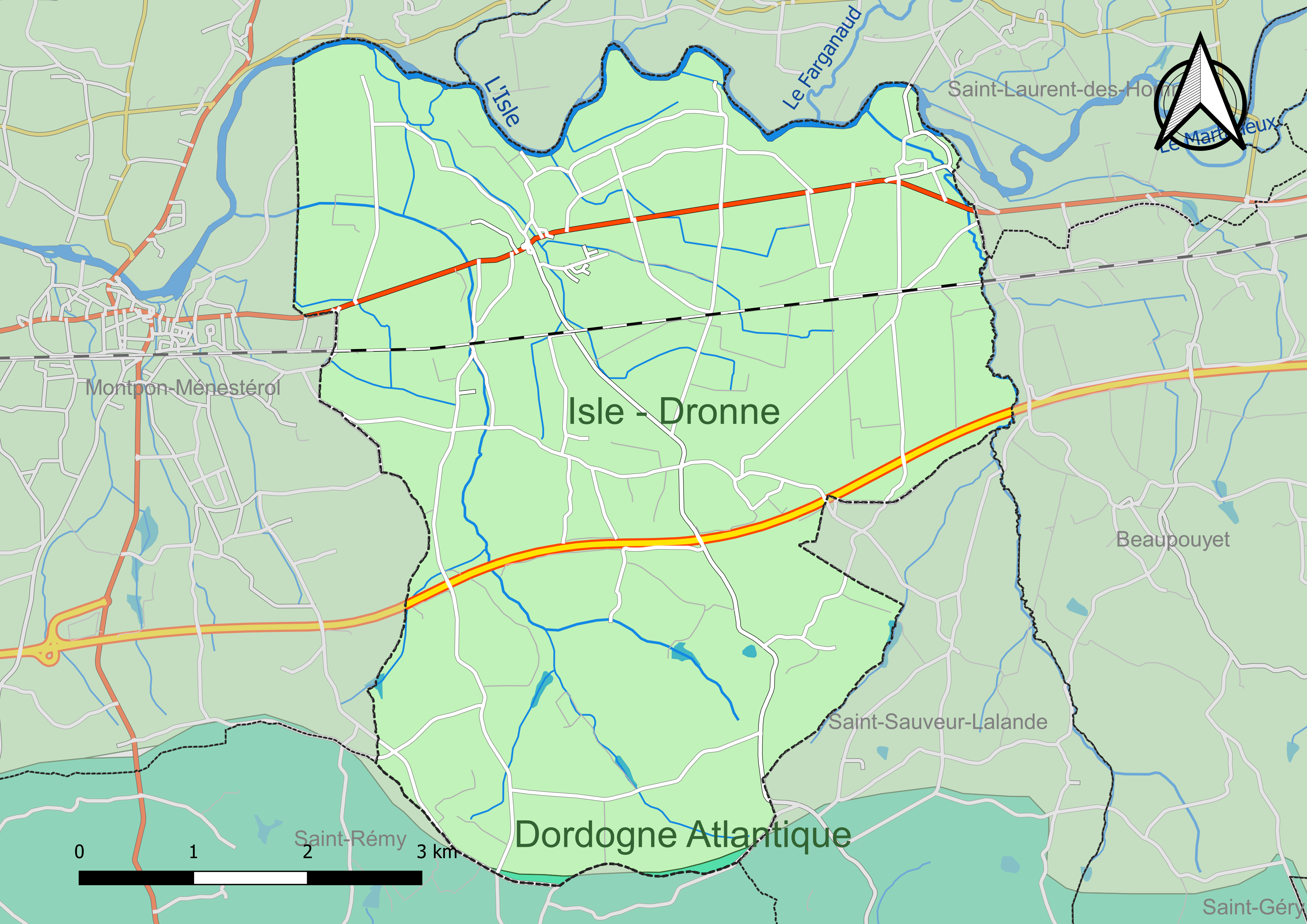
Carte des schémas d'aménagement et de gestion des eaux (SAGE) couvrant le territoire communal de Saint-Martial-d'Artenset.

#### Gestion et qualité des eaux
Le territoire communal est couvert par les schémas d'aménagement et de gestion des eaux (SAGE) « Dordogne Atlantique » et « Isle - Dronne ». Le SAGE « Dordogne Atlantique », dont le territoire correspond au sous‐bassin le plus aval du bassin versant de la Dordogne (aval de la confluence Dordogne - Vézère)., d'une superficie de 2 700 km2 est en cours d'élaboration. La structure porteuse de l'élaboration et de la mise en œuvre est l'établissement public territorial de bassin de la Dordogne (EPIDOR). Le SAGE « Isle - Dronne », dont le territoire regroupe les bassins versants de l'Isle et de la Dronne, d'une superficie de 7 500 km2, a été approuvé le 2 août 2021. La structure porteuse de l'élaboration et de la mise en œuvre est également l'EPIDOR. Ils définissent chacun sur leur territoire les objectifs généraux d’utilisation, de mise en valeur et de protection quantitative et qualitative des ressources en eau superficielle et souterraine, en respect des objectifs de qualité définis dans le troisième SDAGE  du Bassin Adour-Garonne qui couvre la période 2022-2027, approuvé le 10 mars 2022.
La quasi-intégralité du territoire communal dépend du SAGE Isle - Dronne. Seules deux minuscules zones au sud, en limite de Saint-Rémy et Saint-Sauveur-Lalande, sont rattachées au SAGE Dordogne Atlantique.
La qualité des eaux de baignade et des cours d’eau peut être consultée sur un site dédié géré par les agences de l’eau et l’Agence française pour la biodiversité.

### Climat
Pour des articles plus généraux, voir Climat de la Nouvelle-Aquitaine et Climat de la Dordogne.
Historiquement, la commune est exposée à un climat océanique aquitain.  
En 2020, Météo-France publie une typologie des climats de la France métropolitaine dans laquelle la commune est exposée à un climat océanique et est dans la région climatique  Aquitaine, Gascogne, caractérisée par une pluviométrie abondante au printemps, modérée en automne, un faible ensoleillement au printemps, un été chaud (19,5 °C), des vents faibles, des brouillards fréquents en automne et en hiver et des orages fréquents en été (15 à 20 jours).
Pour la période 1971-2000, la température annuelle moyenne est de 12,7 °C, avec  une amplitude thermique annuelle de 14,9 °C. Le cumul annuel moyen de précipitations est de 823 mm, avec 11,2 jours de précipitations en janvier et 6,7 jours en juillet. Pour la période 1991-2020, la température moyenne annuelle observée sur la station météorologique la plus proche, située sur la commune de Port-Sainte-Foy-et-Ponchapt à 19 km à vol d'oiseau, est de 13,8 °C et le cumul annuel moyen de précipitations est de 809,4 mm,. Pour l'avenir, les paramètres climatiques de la commune estimés pour 2050 selon différents scénarios d’émission de gaz à effet de serre sont consultables sur un site dédié publié par Météo-France en novembre 2022.

### Milieux naturels et biodiversité

#### Espaces protégés
La protection réglementaire est le mode d’intervention le plus fort pour préserver des espaces naturels remarquables et leur biodiversité associée.
D'après l'INPN, cinq aires protégées concernent le territoire communal.
La commune fait partie du bassin de la Dordogne, un territoire d'une superficie de 24 000 km2 reconnu réserve de biosphère par l'UNESCO en juillet 2012 et fait presque intégralement partie de sa « zone de transition », hormis la vallée de l'Isle qui se situe dans sa « zone tampon ».

#### Réseau Natura 2000
Le réseau Natura 2000 est un réseau écologique européen de sites naturels d'intérêt écologique élaboré à partir des directives habitats et oiseaux, constitué de zones spéciales de conservation (ZSC) et de zones de protection spéciale (ZPS).
Un site Natura 2000 (ZSC) a été défini sur la commune au titre de la directive habitats : la « vallée de l'Isle de Périgueux à sa confluence avec la Dordogne » qui concerne 38 communes de la Dordogne et de la Gironde. Vingt-deux espèces animales inscrites à l'annexe II de la directive 92/43/CEE y sont présentes, de même qu'une espèce végétale.

#### Zones naturelles d'intérêt écologique, faunistique et floristique

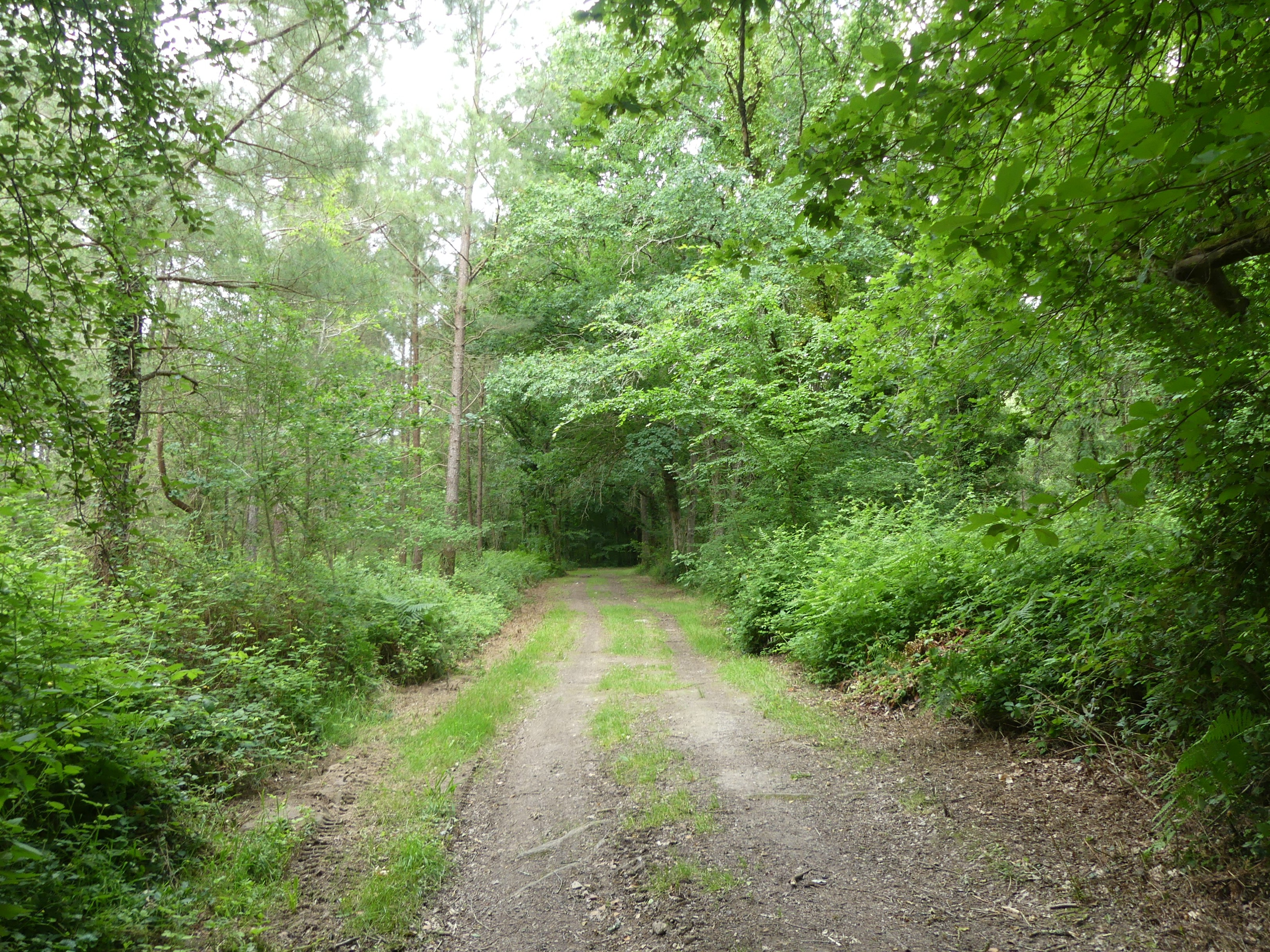
Le chemin de randonnée GR 646 en limite de Saint-Martial-d'Artenset (à gauche) et Montpon-Ménestérol (à droite).

L'inventaire des zones naturelles d'intérêt écologique, faunistique et floristique (ZNIEFF) a pour objectif de réaliser une couverture des zones les plus intéressantes sur le plan écologique, essentiellement dans la perspective d'améliorer la connaissance du patrimoine naturel national et de fournir aux différents décideurs un outil d'aide à la prise en compte de l'environnement dans l'aménagement du territoire.
D'après l'INPN, la commune est concernée par deux ZNIEFF de type 2 :
- Saint-Martial-d'Artenset étant bordée par l'Isle, elle fait partie de la ZNIEFF « vallée de l'Isle de Périgueux à Saint-Antoine-sur-l'Isle, le Salembre, le Jouis et le Vern » qui concerne 25 communes du département de la Dordogne»[37],[Carte 3]. Deux espèces végétales déterminantes et quatorze autres espèces végétales y ont été recensées[38] ;
- une autre ZNIEFF concerne deux zones distinctes du territoire communal, la plus étendue dans l'ouest au lieu-dit la Forêt, l'autre dans l'est au sud du lieu-dit Champaubier : les « landes de la terrasse ancienne rive gauche de l'Isle », disséminées en cinq sites s'étalant d'est en ouest depuis Saint-Médard-de-Mussidan jusqu'à Ménesplet, au nord de l'autoroute A89 et au sud de la ligne ferroviaire Bordeaux-Périgueux[39],[Carte 4]. Deux espèces végétales déterminantes y ont été recensées ainsi que 117 autres espèces végétales et neuf espèces d'oiseaux[40].

## Urbanisme

### Typologie
Au 1er janvier 2024, Saint-Martial-d'Artenset est catégorisée commune rurale à habitat dispersé, selon la nouvelle grille communale de densité à 7 niveaux définie par l'Insee en 2022.
Elle est située hors unité urbaine. Par ailleurs la commune fait partie de l'aire d'attraction de Montpon-Ménestérol, dont elle est une commune de la couronne,. Cette aire, qui regroupe 13 communes, est catégorisée dans les aires de moins de 50 000 habitants,.

### Occupation des sols
L'occupation des sols de la commune, telle qu'elle ressort de la base de données européenne d’occupation biophysique des sols Corine Land Cover (CLC), est marquée par l'importance des territoires agricoles (61,7 % en 2018), une proportion sensiblement équivalente à celle de 1990 (61,3 %). La répartition détaillée en 2018 est la suivante : 
zones agricoles hétérogènes (37,1 %), forêts (34,3 %), terres arables (19,5 %), prairies (5,1 %), eaux continentales (2,3 %), zones industrielles ou commerciales et réseaux de communication (1,2 %), zones urbanisées (0,5 %). L'évolution de l’occupation des sols de la commune et de ses infrastructures peut être observée sur les différentes représentations cartographiques du territoire : la carte de Cassini (XVIIIe siècle), la carte d'état-major (1820-1866) et les cartes ou photos aériennes de l'IGN pour la période actuelle (1950 à aujourd'hui).

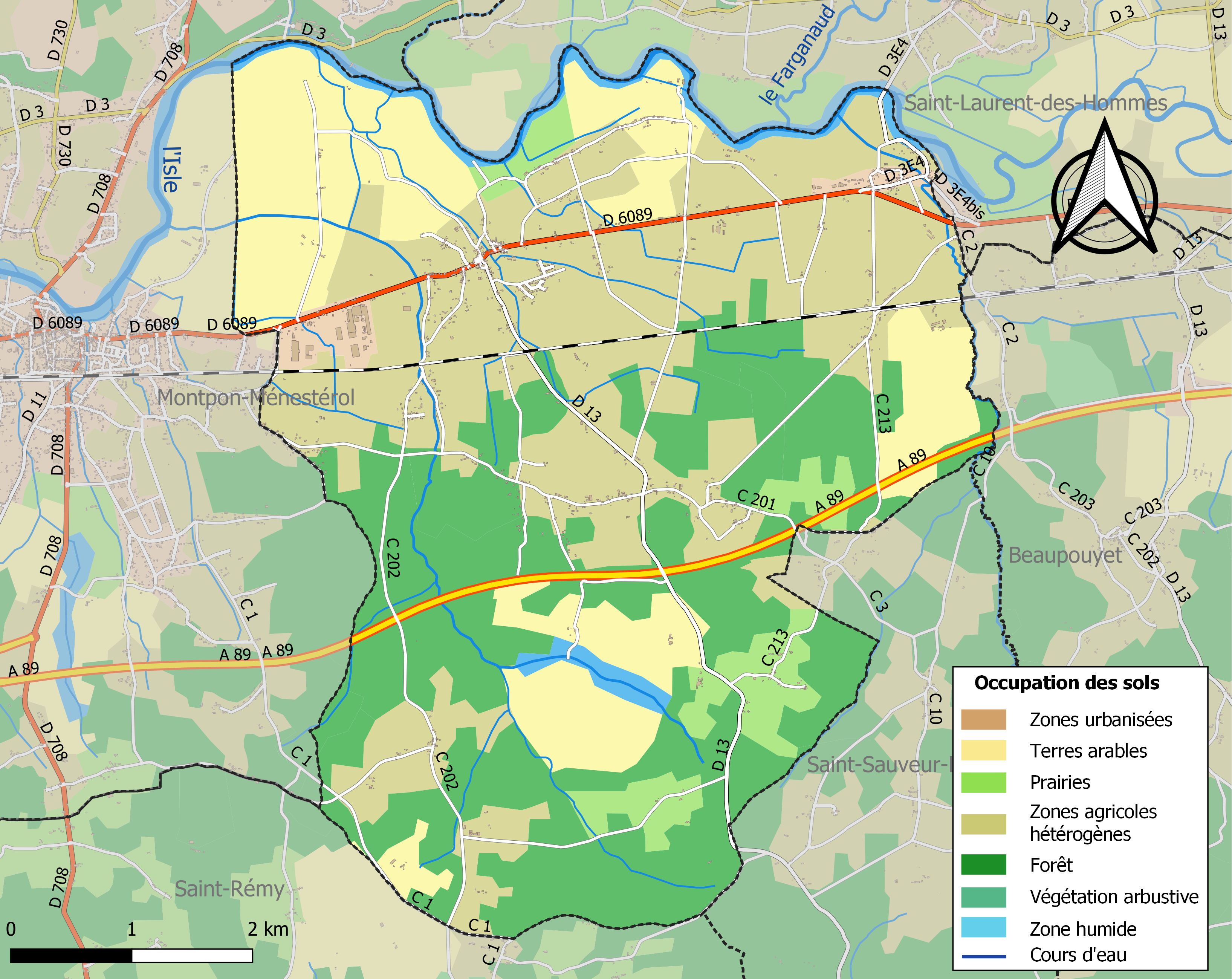
Carte des infrastructures et de l'occupation des sols de la commune en 2018 (CLC).

### Prévention des risques
Le territoire de la commune de Saint-Martial-d'Artenset est vulnérable à différents aléas naturels : météorologiques (tempête, orage, neige, grand froid, canicule ou sécheresse), inondations, feux de forêts, mouvements de terrains et séisme (sismicité très faible). Il est également exposé à un risque technologique, le transport de matières dangereuses. Un site publié par le BRGM permet d'évaluer simplement et rapidement les risques d'un bien localisé soit par son adresse soit par le numéro de sa parcelle.

#### Risques naturels

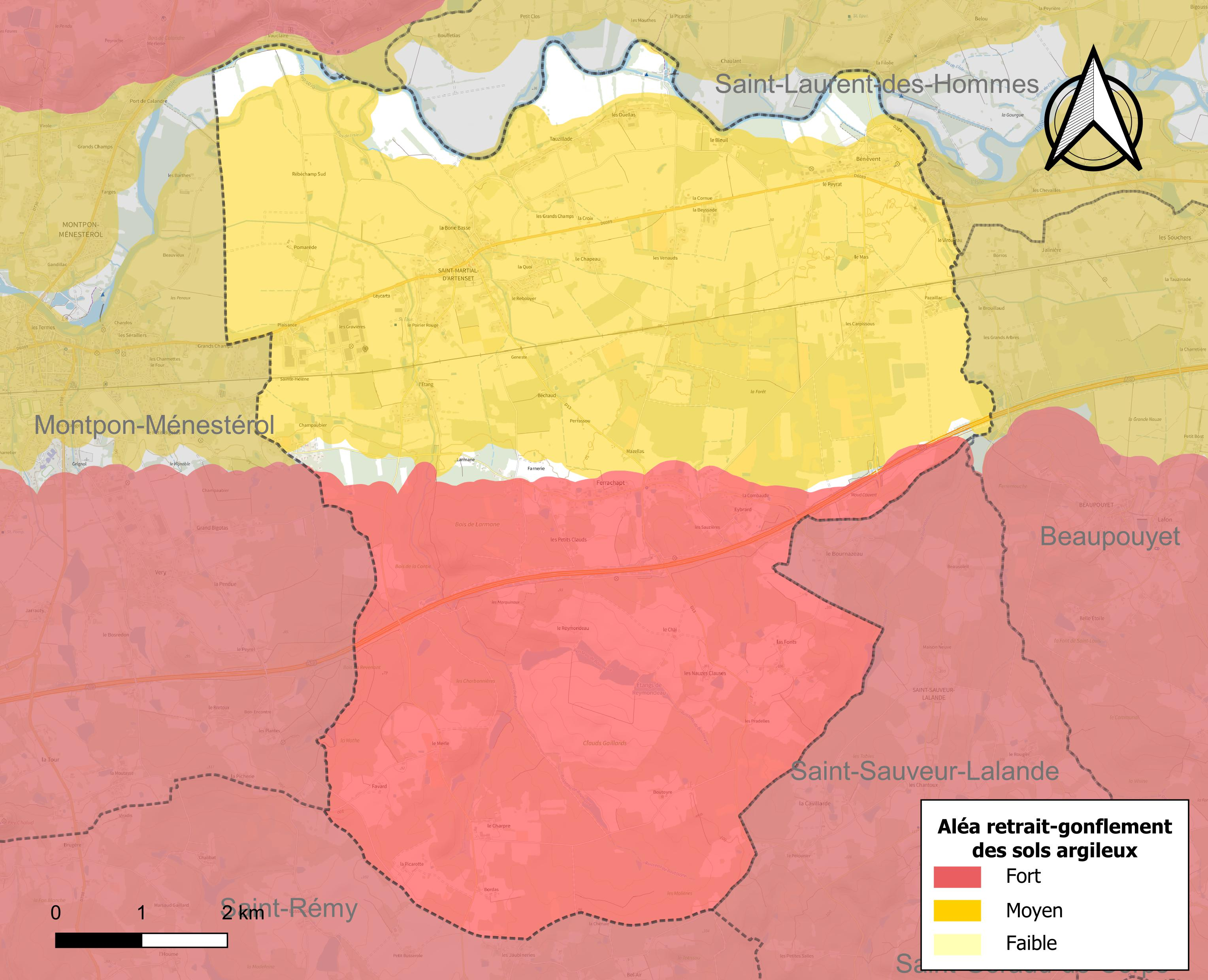
Carte des zones d'aléa retrait-gonflement des sols argileux de Saint-Martial-d'Artenset.

Certaines parties du territoire communal sont susceptibles d’être affectées par le risque d’inondation par débordement de cours d'eau, notamment l'Isle et le Farganaud. La commune a été reconnue en état de catastrophe naturelle au titre des dommages causés par les inondations et coulées de boue survenues en 1982, 1983, 1993, 1999 et 2008,. Le risque inondation est pris en compte dans l'aménagement du territoire de la commune par le biais du plan de prévention des risques inondation (PPRI) de la « vallée de l'Isle - Montponnais »  approuvé le 13 juin 2007, pour les crues de l'Isle, impactant ses rives jusqu'à près de deux kilomètres de largeur sur le territoire communal, au niveau du lieu-dit Pomarède. La crue de 1944 (663 m3/s à la station de Saint-Laurent-des-Hommes sert de crue de référence au PPRI.
Saint-Martial-d'Artenset est exposée au risque de feu de forêt. L’arrêté préfectoral du 14 mars 2013 fixe les conditions de pratique des incinérations et de brûlage dans un objectif de réduire le risque de départs d’incendie. À ce titre, des périodes sont déterminées : interdiction totale du 15 février au 15 mai et du 15 juin au 15 octobre, utilisation réglementée du 16 mai au 14 juin et du 16 octobre au 14 février. En septembre 2020, un plan inter-départemental de protection des forêts contre les incendies (PidPFCI) a été adopté pour la période 2019-2029,.
Les mouvements de terrains susceptibles de se produire sur la commune sont des tassements différentiels. Le retrait-gonflement des sols argileux est susceptible d'engendrer des dommages importants aux bâtiments en cas d’alternance de périodes de sécheresse et de pluie. 94,4 % de la superficie communale est en aléa moyen ou fort (58,6 % au niveau départemental et 48,5 % au niveau national métropolitain). Depuis le 1er octobre 2020, en application de la loi ÉLAN, différentes contraintes s'imposent aux vendeurs, maîtres d'ouvrages ou constructeurs de biens situés dans une zone classée en aléa moyen ou fort,.
La commune a été reconnue en état de catastrophe naturelle au titre des dommages causés par la sécheresse en 1989, 1992, 1997 et 2011 et par des mouvements de terrain en 1999.

## Toponymie
Le nom de la commune se réfère à saint Martial, premier évêque de Limoges au IIIe siècle. La seconde partie du nom, Artenset, est soumise à controverse : il pourrait s'agir du nom d'un personnage gaulois, °Artos (signifiant « ours »), auquel aurait été ajouté le suffixe -entia ; une autre version la ferait dériver du latin parlé °artentia, correspondant à une clôture.
En occitan, la commune se nomme Sent Marçau d'Artenset.

## Histoire
Sur la carte de Cassini représentant la France entre 1756 et 1789, on trouve la graphie Saint Martial d'Artence.

## Politique et administration

### Administration municipale
La population de la commune étant comprise entre 500 et 1 499 habitants au recensement de 2017, quinze conseillers municipaux ont été élus en 2020,.

### Liste des maires
| Période                                  | Période  | Identité          | Étiquette | Qualité     |
| ---------------------------------------- | -------- | ----------------- | --------- | ----------- |
| Les données manquantes sont à compléter. |          |                   |           |             |
|                                          |          |                   |           |             |
| 1989                                     | mai 2020 | Max Ley           | SE        | Agriculteur |
| mai 2020                                 | En cours | Dominique Leconte |           | Agriculteur |

## Équipements et services publics

### Justice
En 2023, dans le domaine judiciaire, Saint-Martial-d'Artenset relève : 
- du tribunal judiciaire, du tribunal pour enfants, du conseil de prud'hommes et du tribunal de commerce de Périgueux ;
- du pôle Nationalité du tribunal judiciaire de Périgueux (compétent uniquement dans le domaine de la nationalité) ;
- de la cour d'appel, du tribunal administratif et de la  cour administrative d'appel de Bordeaux.

## Population et société

### Démographie
L'évolution du nombre d'habitants est connue à travers les recensements de la population effectués dans la commune depuis 1793. Pour les communes de moins de 10 000 habitants, une enquête de recensement portant sur toute la population est réalisée tous les cinq ans, les populations de référence des années intermédiaires étant quant à elles estimées par interpolation ou extrapolation. Pour la commune, le premier recensement exhaustif entrant dans le cadre du nouveau dispositif a été réalisé en 2006.

En 2022, la commune comptait 944 habitants, en évolution de −3,08 % par rapport à 2016 (Dordogne : +0,37 %, France hors Mayotte : +2,11 %).
| 1793  | 1800 | 1806  | 1821  | 1831  | 1836 | 1841  | 1846  | 1851  |
| ----- | ---- | ----- | ----- | ----- | ---- | ----- | ----- | ----- |
| 1 203 | 837  | 1 440 | 1 452 | 1 131 | 984  | 1 288 | 1 534 | 1 286 |

| 1856  | 1861  | 1866  | 1872  | 1876  | 1881  | 1886  | 1891  | 1896  |
| ----- | ----- | ----- | ----- | ----- | ----- | ----- | ----- | ----- |
| 1 313 | 1 325 | 1 367 | 1 208 | 1 290 | 1 288 | 1 265 | 1 175 | 1 116 |

| 1901  | 1906  | 1911  | 1921 | 1926 | 1931 | 1936 | 1946 | 1954 |
| ----- | ----- | ----- | ---- | ---- | ---- | ---- | ---- | ---- |
| 1 159 | 1 151 | 1 108 | 976  | 947  | 930  | 964  | 911  | 881  |

| 1962 | 1968 | 1975 | 1982 | 1990 | 1999 | 2006 | 2011 | 2016 |
| ---- | ---- | ---- | ---- | ---- | ---- | ---- | ---- | ---- |
| 840  | 750  | 716  | 743  | 839  | 847  | 934  | 985  | 974  |

| 2021 | 2022 | - | - | - | - | - | - | - |
| ---- | ---- | - | - | - | - | - | - | - |
| 943  | 944  | - | - | - | - | - | - | - |

### Manifestations culturelles et festivités
- Fête du village sur un week-end début septembre[68].

## Économie

### Emploi
En 2015, parmi la population communale comprise entre 15 et 64 ans, les actifs représentent 401 personnes, soit 41,0 % de la population municipale. Le nombre de chômeurs (quarante-sept) a légèrement diminué par rapport à 2010 (quarante-huit) et le taux de chômage de cette population active s'établit à 11,8 %.

### Établissements
Au 31 décembre 2015, la commune compte 85 établissements, dont trente-quatre au niveau des commerces, transports ou services, dix-huit dans l'agriculture, la sylviculture ou la pêche, treize relatifs au secteur administratif, à l'enseignement, à la santé ou à l'action sociale, dix dans la construction, et dix dans l'industrie.

### Entreprises
Parmi les entreprises dont le siège social est en Dordogne, deux implantées à Saint-Martial-d'Artenset se classent parmi les cinquante premières quant au chiffre d'affaires hors taxes en 2015-2016 :
- Menuiserie Grégoire (fabrication d'éléments en matières plastiques pour la construction) : 19e avec 37 714 k€ ;
- la Société de transformations plastiques (fabrication d'éléments en matières plastiques pour la construction) : 39e avec 26 540 k€.

Dans le département, elles se classent respectivement aux 6e et 14e places dans le secteur de l'industrie.
En août 2018, le tribunal de commerce de Paris valide la reprise par le fonds d'investissement Prudentia Capital des Menuiseries Grégoire, en redressement judiciaire. Après le licenciement de 144 salariés, le « Groupe Grégoire », ou « Nouvelles Menuiseries Grégoire », a redémarré l'activité en septembre 2018. Le groupe est de nouveau placé en redressement judiciaire début mars 2022, à la suite de la pandémie de Covid-19 et de la hausse très importante du coût des matières premières (+ 70 % pour le bois, 45 % sur l'aluminium et 18 % sur le verre). Le 28 avril 2022, le tribunal de commerce de Périgueux décide la liquidation judiciaire de l'entreprise qui employait 236 personnes.

## Culture locale et patrimoine

### Lieux et monuments
- Église Saint Martial, citée pour la première fois en 1148 dans un  acte de donation à l'abbaye Notre-Dame de Chancelade par l'évêque de Périgueux, avec clocher carré du XIVe siècle bâtie sur des bases romanes et portail du XVIIIe siècle. L'église est partiellement reconstruite vers 1750. La nef est lambrissée au milieu du XIXe siècle. Elle est restaurée à la fin du XIXe siècle[78].
- Maison à colombages surmontée d'un pigeonnier décoratif, à côté de l'église.
- Moulin du Duellas[79], sur l'Isle, reconstruit à la fin du XIXe siècle après un incendie. Le site est jalonné de panneaux d'informations sur le moulin, et la batellerie. Des promenades en gabarre y sont possibles.
- Château du Mas, ancien repaire, propriété de la famille de la Doire au XVIIe siècle[80] attesté au XVIIIe siècle[81]. Le domaine du Mas, au sud du hameau de Bénévent, est acheté par Ernest Guillomon à la fin du XIXe siècle. Il fait construire une gentilhommière en 1890 et y adosse un château en 1903. Ce dernier ressemble à celui construit à la même époque à Saint-Sauveur-Lalande pour les familles Joubert et Prud'homme[82].
- Château du Bleuil, construit dans la première moitié du XIXe siècle, propriété de Numa Brulator, négociant à Bordeaux, commandataire du moulin de Duellas[83].

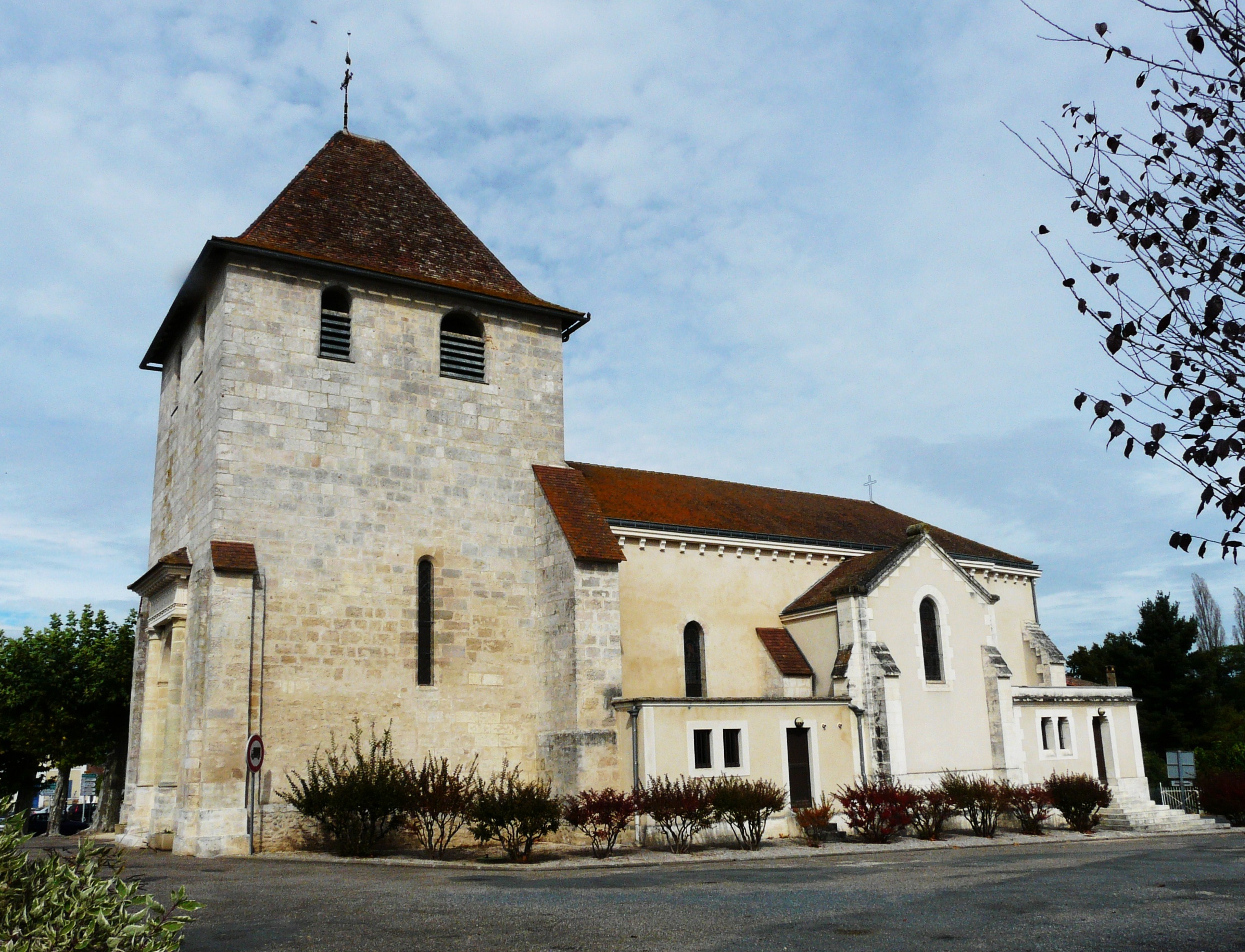
L'église Saint-Martial.
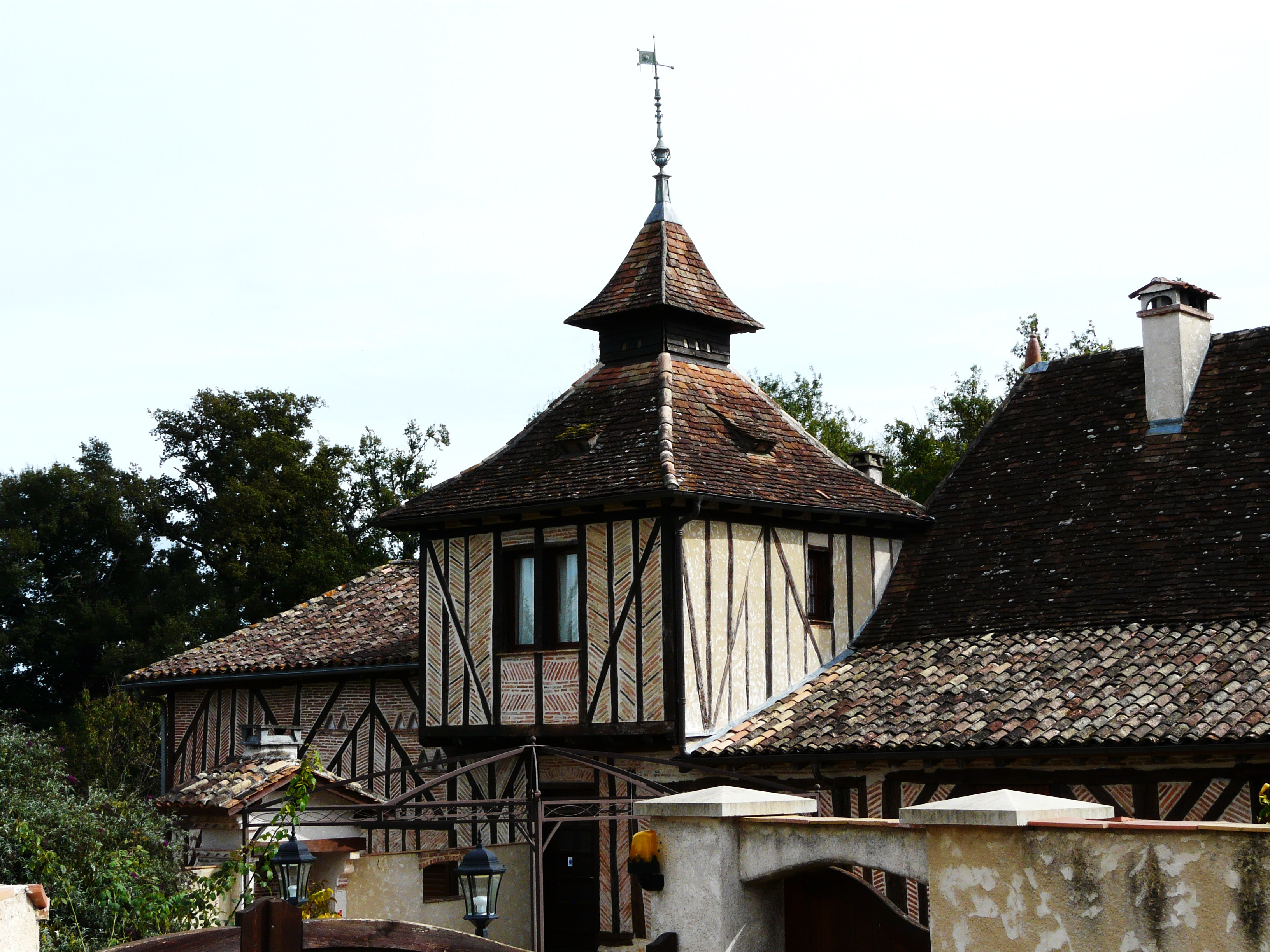
Maison à colombages surmontée d'un pigeonnier décoratif.
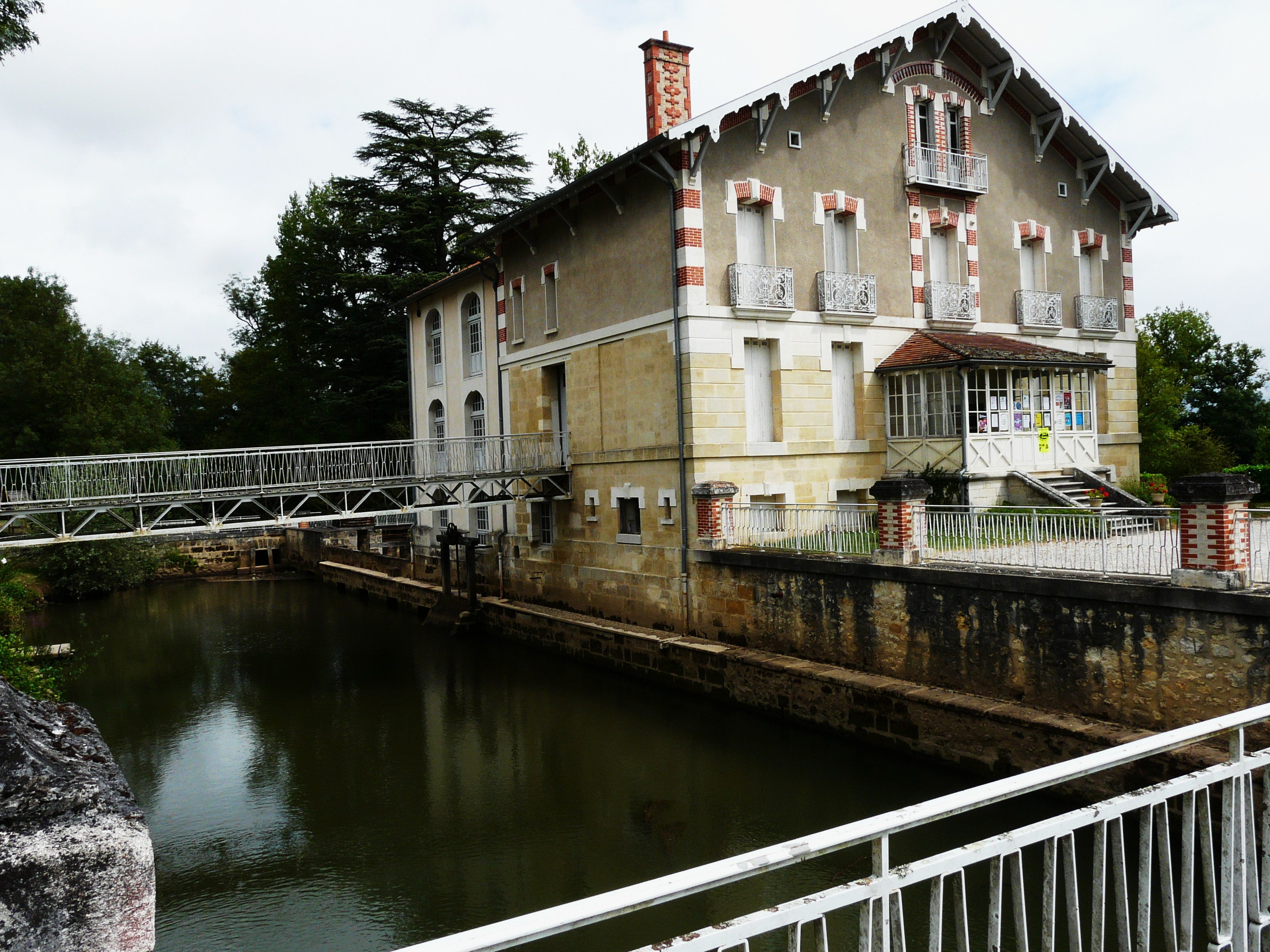
Le moulin du Duellas.
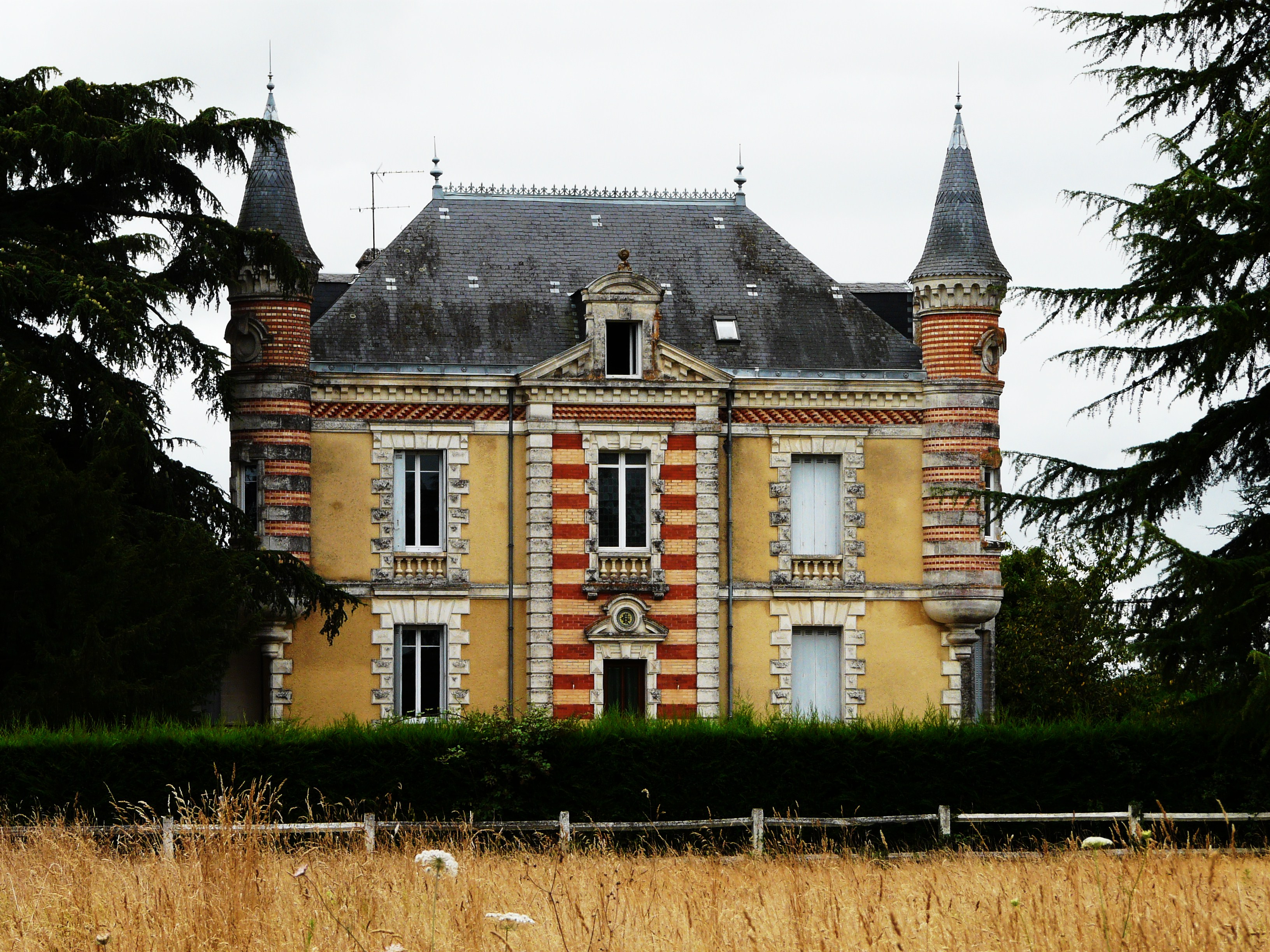
Le château du Mas.

### Héraldique
| Blason de Saint-Martial-d'Artenset | Blason  | Parti : au 1) de gueules à Saint Martial évêque d’or, mitré et crossé, bénissant de sa dextre au 2) d’azur à l’ours en pied d’argent. |
| Blason de Saint-Martial-d'Artenset | Détails | Le statut officiel du blason reste à déterminer.                                                                                      |

## Pour approfondir